# Casa Proartes
Es una entidad privada sin ánimo de lucro creada con el fin de promover la cultura y el arte en Santiago de Cali. Se encarga de promover las manifestaciones culturales en sus diversas expresiones, mediante el desarrollo y ejecución de proyectos producto de procesos integrales, vinculando a gestores, intelectuales y artistas altamente capacitados, con el objeto de ofrecer a la comunidad programas culturales de excelente calidad, con valor agregado, generando bienestar, compromiso y trabajo en equipo.

## Historia
Fue fundada en 1979 por iniciativa de Leo Feldsberg, un empresario austriaco fundador de la empresa Fruco y Bernardo Garcés Córdoba, el primer director de la CVC, junto con Amparo Sinisterra de Carvajal.
En 2002, Proartes asumió la responsabilidad administrativa de la Orquesta Filarmónica de Cali.